# Unité constituante
Unité constituante (en espagnol : Unidad Constituyente) est une coalition politique chilienne de centre à centre gauche fondée le 30 septembre 2020 pour succéder à la Convergence progressiste dissoute la même année.

## Histoire

### Liste d'approbation
A l'occasion des élections constituantes chiliennes de 2021, une nouvelle alliance intitulée Liste d'approbation (Lista del Apruebo) est créée entre Unité constituante et Nuevo Trato, formation composée du Parti libéral chilien et d'indépendants de gauche. La coalition obtient plus de 14% des voix et 25 sièges mais se voit concurrencée par d'autres listes de gauche.

## Composition
| Parti | Parti                              | Idéologie             | Positionnement         | Leader                       | Députés  | Sénateurs | Constituants | Membres (mai 2021) |
| ----- | ---------------------------------- | --------------------- | ---------------------- | ---------------------------- | -------- | --------- | ------------ | ------------------ |
|       | Parti socialiste du Chili          | Social-démocratie     | Centre gauche          | Álvaro Elizalde              | 17 / 155 | 7 / 43    | 15 / 155     | 43 092             |
|       | Parti pour la démocratie           | Social-démocratie     | Centre gauche          | Heraldo Muñoz                | 7 / 155  | 7 / 43    | 3 / 155      | 32 230             |
|       | Parti radical                      | Radicalisme Laïcisme  | Centre à centre gauche | Carlos Maldonado Curti (es)  | 5 / 155  | 0 / 43    | 1 / 155      | 28 652             |
|       | Parti démocrate-chrétien du Chili  | Démocratie chrétienne | Centre à centre gauche | Carmen Frei (es)             | 2 / 155  | 5 / 43    | 2 / 155      | 33 433             |
|       | Parti progressiste (jusqu'en 2021) | Progressisme          | Centre gauche à gauche | Camilo Lagos Miranda         | 0 / 155  | 2 / 43    | 1 / 155      | 28 130             |
|       | Ciudadanos                         | Social-libéralisme    | Centre à centre gauche | María Ignacia Gómez Martínez | 0 / 155  | 0 / 43    | 0 / 155      | 17 426             |

## Résultats

### Élections constituantes
| Année | Voix    | %       | Rang | Sièges   |
| ----- | ------- | ------- | ---- | -------- |
| 2021  | 824 812 | 14,46 % | 4e   | 25 / 155 |

### Élections gouvernorales
| Année | Premier tour | Premier tour | Deuxième tour | Deuxième tour | Gouverneurs |
| Année | Voix         | %            | Voix          | %             | Gouverneurs |
| ----- | ------------ | ------------ | ------------- | ------------- | ----------- |
| 2021  | 1 571 623    | 25,89 %      | 1 198 343     | 47,48 %       | 10 / 16     |

### Élections municipales
| Année | Maires    | Maires  | Maires    | Conseillers municipaux | Conseillers municipaux | Conseillers municipaux |
| Année | Voix      | %       | Élus      | Voix                   | %                      | Élus                   |
| ----- | --------- | ------- | --------- | ---------------------- | ---------------------- | ---------------------- |
| 2021  | 1 512 667 | 23,88 % | 129 / 345 | 2 029 604              | 33,49 %                | 1010 / 2240            |